# دي ماكان
دي ماكان (بالإنجليزية: Dee McCann)‏ هو لاعب كرة قدم أمريكية ولاعب كرة القدم الكندية أمريكي، ولد في 24 أبريل 1983 في لوسيديل في الولايات المتحدة.